# アブラムシ

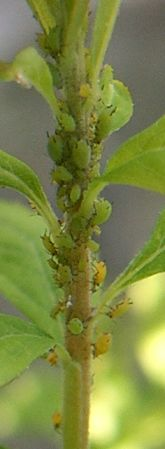
ユキヤナギに寄生するアブラムシ

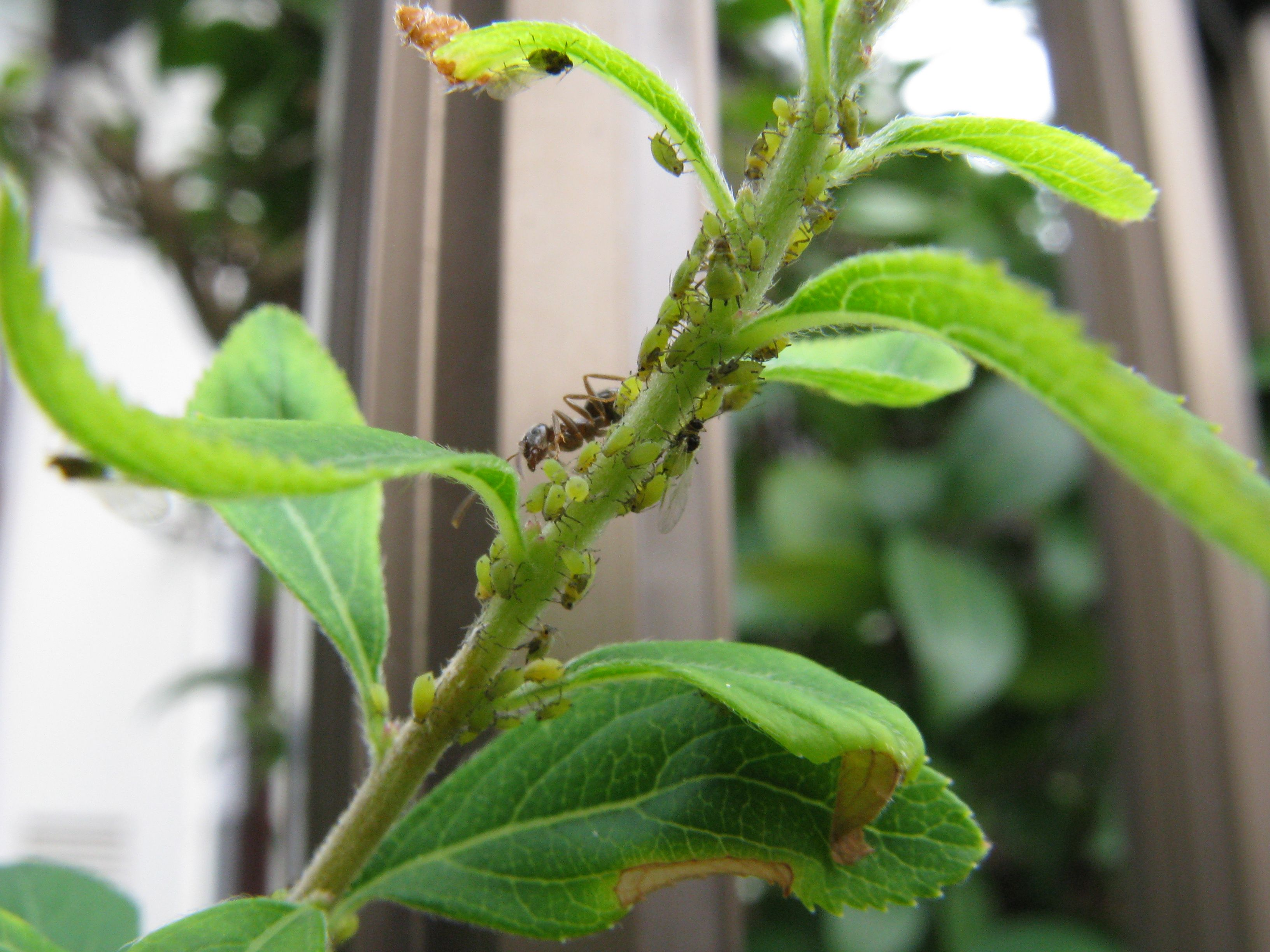
ミカンミドリアブラムシとトビイロケアリの共生

アブラムシ（油虫、蚜虫）は、カメムシ目（半翅目）のアブラムシ上科（Aphidoidea）に属する昆虫の総称である。アリマキ（蟻牧、蟻巻、蚜虫）とも呼ぶ。
植物の上でほとんど移動せず、集団で維管束に口針を突き刺して師管液を吸っている。アリと共生し、分泌物を与えるかわりに天敵から守ってもらう習性や、単為生殖によっても増え真社会性を持つことなどから、生態や進化の研究のモデル昆虫ともなっている。

## 生物的特徴
植物の師管液を吸う。体は太く短くて軟らかく、他のヨコバイ亜目の昆虫のように飛んだり跳躍したりすることはない。膜状の小さな翅を持つ個体はふわりふわりと飛ぶ事ができるが、ごく限られた時期に出現するだけで、それ以外の期間は翅を持たず宿主植物上でじっと汁を吸っている。大きさは1mm〜4mm程。
春から夏にかけてはX染色体を2本持つ雌が卵胎生単為生殖により、自分と全く同じ、しかも既に胎内に子を宿している雌を産む。これにより短期間で爆発的にその数を増やし、宿主上に大きなコロニーを形成する。秋から冬にかけてはX0型、つまりX染色体の一本欠けた雄が発生し、卵生有性生殖を行う。卵は寒い冬を越し、暖かくなってから孵化する。このとき生まれるのは全て雌である。南方系の種には広域移動を行うものも知られ、主に4月から6月に東南アジア方面から気流に乗って飛来し野菜・果樹新芽の茎上や葉の表面・裏面に現れ始め、9月から11月には野菜・果樹から移動し、その後、越冬せずに死滅する。
アブラムシは外殻が柔らかく、集団で生活しているので、これを捕食する動物は数多い。特に代表的な天敵は、ナナホシテントウ、ナミテントウなどのテントウムシ類と、クサカゲロウ、ヒラタアブの幼虫である。またくちばしが極めて小さい小鳥であるエナガもアブラムシを好んで捕食する。
自身の防御力が弱いアブラムシ類には、アリに外敵から守ってもらう種があり、これがアブラムシがアリマキと呼ばれる所以になっている。食物である師管液には大量の糖分が含まれ、甘露と呼ばれる肛門からの排泄物には余剰な糖分が多く含まれるため、アリ達はこの甘露を求めて集まってくる。中には、はっきりとアリとの共生関係を持ち、アリに守られて暮らすものもある。また、アブラムシの中には1齢幼虫と2齢幼虫の一部が兵隊アブラムシに分化して積極的に外敵に攻撃する真社会性のものもいる。この幼虫は成長せずに死ぬ。虫癭を形成するものでは、排出された甘露を幼虫が虫えい外に押しだして「掃除」を行うなどの社会性が見られる。
体内でブフネラという大腸菌近縁の細菌と共生しており、ブフネラは師管液からアブラムシにとって必要な栄養分を合成している。アブラムシはブフネラの生育のために特化した細胞を提供しており、ブフネラは親から子へと受け継がれる。ブフネラはアブラムシの体外では生存できず、アブラムシもブフネラ無しでは生存不可能である。またアブラムシは、ブフネラとは別の細菌から遺伝子を獲得し、その獲得した遺伝子を利用してブフネラを制御していることが、理化学研究所の研究により判明した。
2014年に豊橋技術科学大学の中鉢淳が、アメリカ合衆国の科学誌『カレントバイオロジー』で発表した論文でも、アブラムシは体内細菌から遺伝子を譲り受けてアブラムシの細胞中で細菌に必要なタンパク質を合成し、それを細菌側へ戻す共生関係を認めた。10億年以上も前に、古代細菌が単細胞生物に取り込まれてミトコンドリアや光合成葉緑体などの器官となったが、アブラムシの体内でも同様の進化が起きている可能性がある。
2021年に北海道大学大学院農学院修士課程の工藤達実、同大学大学院農学研究院の長谷川英祐准教授らの研究グループは、ヨモギに付随するアリ随伴型のヨモギヒゲナガアブラムシが排泄する糖を含む液体(甘露)には，脳内アミンの1種であるドーパミンが含まれており，甘露を摂取した随伴アリの攻撃性が上がることを解明した。本研究から、アブラムシが自らを外敵から守ってもらうために，アリに化学物質が入った甘露を与えて行動を操作し、攻撃的にさせた結果、アブラムシとアリの双方にとって共生関係からそれぞれ利益を得る関係を進化させた、としている。

## 防除法
アブラムシを放置すると、農作物がウイルス病にかかってしまい、作物に甚大な被害を与える農業害虫なので、見つけ次第速やかに駆除する。有機リン系（マラチオン、フェニトロチオン、アセフェート等）、合成ピレスロイド系（ピレトリン等）、ネオニコチノイド系（アセタミプリド等）など、多くの殺虫剤が有効である。しかし、最近の研究結果では、特に有機リン系や合成ピレスロイド系に対し、高い薬剤抵抗性を持つ傾向が顕著であるとの報告が多数ある。
アブラムシは薬剤抵抗性を持ちやすいので、同一の殺虫剤の散布を長期間繰り返すよりも、2-3種の系統の違うものを定期的に散布していく「ローテーション散布」が推奨されている。また、最新の防除法として、アブラムシを捕食あるいは、アブラムシに寄生する、寄生バチ類、テントウムシ類、ヒラタアブ類などの天敵類を利用した生物的防除が、ハウス栽培野菜を中心に実施されつつある。但し、天敵類の多くは薬剤に対して抵抗性を持たないため、農薬との併用による総合的病害虫管理 (IPM) を行う際には留意する必要がある。
また、葉を巻いてその中に潜む種類や、はっきりした虫癭を形成するものもある。このようなものは、虫体に殺虫剤が接触しにくいので、浸透移行性のある殺虫剤が効果的である。
化学薬品を使用せずに駆除する場合、脂肪分の多い牛乳を水で1対1に割ったものを霧吹きで散布すると、牛乳が乾燥するときにアブラムシの気門を塞いで窒息死させるので、アブラムシが少数のときは有効である。同じ原理を利用し、機械油（マシン油）や、濃度調整したでんぷんや食用油脂を主成分としたものが、農薬として商品化されている。鉢ごと袋をかぶせ、蚊取線香で1時間ほど燻て防除する方法もある。
鉢植えなど園芸分野では、見つけ次第指先で念入りにすり潰すことが簡単かつ最も効果的で、霧吹きをジェットにして吹き飛ばす事も有効。

## 分類
- アブラムシ科 Aphididae
  - Aphis属　ワタアブラムシ、タンポポアブラムシ
  - Macchiatiella属　イタドリオマルアブラムシ
  - Prociphilus属　トドノネオオワタムシ
  - Uroleucon属　セイタカアワダチソウヒゲナガアブラムシ

- カサアブラムシ科 Adelgidae
- ネアブラムシ科 Phylloxeridae